# تشارلز إف. غانثر
تشارلز إف. غانثر هو متخصص بالأثريات وسياسي أمريكي، ولد في 6 مارس 1837، وتوفي في 10 فبراير 1920. نشط حزبياً في National Democratic Party (United States) ‏.